# Championnats du monde de natation 1986
Navigation
Mondiaux 1982 Mondiaux 1991
La 5e édition des Championnats du monde de natation se déroule du 13 au 23 août 1986 à Madrid en Espagne. Le pays accueille pour la première fois ce rendez-vous bisannuel organisé par la Fédération internationale de natation. Les compétitions de quatre disciplines de la natation — natation sportive, natation synchronisée, plongeon et water polo — sont disputées durant ces championnats pour un nombre total de 41 épreuves. À cette occasion, le tournoi de water polo féminin fait son apparition au programme comme trois épreuves de natation sportive : le 50 m nage libre masculin et féminin, le relais 4 × 200 m nage libre féminin.
Avec 29 médailles dont 14 en or, la délégation est-allemande termine meilleure nation au tableau des médailles devant les États-Unis, équipe la plus récompensée avec 32 médailles. Le pays hôte ne remporte aucune médaille.
En natation sportive, six records du monde sont battus au cours des championnats, tous améliorés par des femmes. En séries du 100 m nage libre, l'Est-Allemande Kristin Otto améliore le record du monde en 54 secondes 73. Sur la distance inférieure, la Roumaine Tamara Costache s'empare du record du monde en finale. De même, les records du monde des 100 et 200 m brasse sont battus en finale comme ceux des relais 4 × 100 m et 4 × 200 m nage libre.

## Résultats

### Natation sportive

#### Hommes
| Épreuves               | Or                                                                                            | Argent                                                                                               | Bronze                                                                                        |
| Nage libre             | Nage libre                                                                                    | Nage libre                                                                                           | Nage libre                                                                                    |
| ---------------------- | --------------------------------------------------------------------------------------------- | --- | --------------------------------------------------------------------------------------------- |
| 50 m                   | Tom Jager (USA) 22 s 49                                                                       | Dano Halsall (SUI) 22 s 80                                                                           | Matt Biondi (USA) 22 s 85                                                                     |
| 100 m                  | Matt Biondi (USA) 48 s 94                                                                     | Stéphan Caron (FRA) 49 s 73                                                                          | Tom Jager (USA) 49 s 79                                                                       |
| 200 m                  | Michael Gross (FRG) 1 min 47 s 92                                                             | Sven Lodziewski (GDR) 1 min 49 s 12                                                                  | Matt Biondi (USA) 1 min 49 s 43                                                               |
| 400 m                  | Rainer Henkel (FRG) 3 min 50 s 05                                                             | Uwe Dassler (GDR) 3 min 51 s 26                                                                      | Daniel Jorgensen (USA) 3 min 51 s 33                                                          |
| 1 500 m                | Rainer Henkel (FRG) 15 min 5 s 31                                                             | Stefano Battistelli (ITA) 15 min 14 s 80                                                             | Daniel Jorgensen (USA) 15 min 16 s 23                                                         |
| Dos                    |                                                                                               | |                                                                                               |
| 100 m                  | Igor Polyansky (URS) 55 s 58                                                                  | Dirk Richter (GDR) 56 s 49                                                                           | Serguei Zaboltnov (URS) 56 s 57                                                               |
| 200 m                  | Igor Polyansky (URS) 1 min 58 s 78                                                            | Frank Baltrusch (GDR) 2 min 1 s 11                                                                   | Frank Hoffmeister (FRG) 2 min 2 s 42                                                          |
| Brasse                 |                                                                                               | |                                                                                               |
| 100 m                  | Victor Davis (CAN) 1 min 2 s 71                                                               | Gianni Minervini (ITA) 1 min 3 s 00                                                                  | Dmitri Volkov (URS) 1 min 3 s 30                                                              |
| 200 m                  | József Szabó (HUN) 2 min 14 s 27                                                              | Victor Davis (CAN) 2 min 14 s 93                                                                     | Steven Bentley (USA) 2 min 16 s 51                                                            |
| Papillon               |                                                                                               | |                                                                                               |
| 100 m                  | Pablo Morales (USA) 53 s 54                                                                   | Matt Biondi (USA) 53 s 67                                                                            | Andrew Jameson (GBR) 53 s 81                                                                  |
| 200 m                  | Michael Gross (FRG) 1 min 56 s 53                                                             | Anthony Mosse (NZL) 1 min 58 s 36                                                                    | Benny Nielsen (DEN) 1 min 59 s 09                                                             |
| Quatre nages           |                                                                                               | |                                                                                               |
| 200 m                  | Tamás Darnyi (HUN) 2 min 1 s 57                                                               | Alex Baumann (CAN) 2 min 2 s 34                                                                      | Wadim Jaroshuk (URS) 2 min 2 s 61                                                             |
| 400 m                  | Tamás Darnyi (HUN) 4 min 18 s 98                                                              | Wadim Jaroshuk (URS) 4 min 22 s 03                                                                   | Alex Baumann (CAN) 4 min 22 s 58                                                              |
| Relais                 |                                                                                               | |                                                                                               |
| 4 × 100 m nage libre   | États-Unis Tom Jager Michael Heath Paul Walace Matt Biondi 3 min 19 s 89                      | Union soviétique Gennady Prigoda Nikolay Yevseyev Sergei Smiriaguinbe Alexis Markovski 3 min 21 s 14 | Allemagne de l'Est Dirk Richter Jörg Woithe Sven Lodziewski Steffen Zesner 3 min 21 s 47      |
| 4 × 200 m nage libre   | Allemagne de l'Est Lars Hinnenburg Thomas Flemming Dirk Richter Sven Lodziewski 7 min 15 s 91 | Allemagne de l'Ouest Rainer Henkel Michael Gross Alexander Schowtka Thomas Fahrner 7 min 15 s 96     | États-Unis Eric Boyer Michael Heath Daniel Jorgensen Matt Biondi 7 min 18 s 29                |
| 4 × 100 m quatre nages | États-Unis Daniel Veatch David Lundberg Pablo Morales Matt Biondi 3 min 41 s 25               | Allemagne de l'Ouest Frank Hoffmeister Bert Goebel Michael Gross Andre Schadt 3 min 42 s 26          | Union soviétique Igor Polyansky Dmitri Volkov Alexei Markowski Nikolay Yevseyev 3 min 42 s 63 |

#### Femmes
| Épreuves               | Or | Argent                                                                            | Bronze                                                                                           |
| Nage libre             | Nage libre                                                                                                   | Nage libre                                                                        | Nage libre                                                                                       |
| ---------------------- | --- | --------------------------------------------------------------------------------- | ------------------------------------------------------------------------------------------------ |
| 50 m                   | Tamara Costache (ROU) 25 s 28 – RM – RC                                                                      | Kristin Otto (GDR) 25 s 50                                                        | Marie-Thérèse Armentero (SUI) 25 s 93                                                            |
| 100 m                  | Kristin Otto (GDR) 55 s 05                                                                                   | Jenna Johnson (USA) 55 s 70                                                       | Conny van Bentum (NED) 55 s 79                                                                   |
| 200 m                  | Heike Friedrich (GDR) 1 min 58 s 26                                                                          | Manuela Stellmach (GDR) 1 min 58 s 90                                             | Mary T. Meagher (USA) 2 min 0 s 14                                                               |
| 400 m                  | Heike Friedrich (GDR) 4 min 7 s 45                                                                           | Astrid Strauss (GDR) 4 min 9 s 16                                                 | Sarah Hardcastle (GBR) 4 min 9 s 85                                                              |
| 800 m                  | Astrid Strauss (GDR) 8 min 28 s 24                                                                           | Katja Hartmann (GDR) 8 min 28 s 44                                                | Deborah Babashoff (USA) 8 min 34 s 04                                                            |
| Dos                    | |                                                                                   |                                                                                                  |
| 100 m                  | Betsy Mitchell (USA) 1 min 1 s 74                                                                            | Kathrin Zimmermann (GDR) 1 min 2 s 17                                             | Natalia Shibaeva (URS) 1 min 2 s 25                                                              |
| 200 m                  | Cornelia Sirch (GDR) 2 min 11 s 37                                                                           | Betsy Mitchell (USA) 2 min 11 s 39                                                | Kathrin Zimmermann (GDR) 2 min 11 s 45                                                           |
| Brasse                 | |                                                                                   |                                                                                                  |
| 100 m                  | Sylvia Gerasch (GDR) 1 min 8 s 11 – RM – RC                                                                  | Silke Hörner (GDR) 1 min 8 s 41                                                   | Tania Bogomilova (BUL) 1 min 8 s 52                                                              |
| 200 m                  | Silke Hörner (GDR) 2 min 27 s 40 – RM – RC                                                                   | Tania Bogomilova (BUL) 2 min 27 s 66                                              | Allison Higson (CAN) 2 min 31 s 34                                                               |
| Papillon               | |                                                                                   |                                                                                                  |
| 100 m                  | Kornelia Gressler (GDR) 59 s 51                                                                              | Kristin Otto (GDR) 59 s 66                                                        | Mary T. Meagher (USA) 59 s 98                                                                    |
| 200 m                  | Mary T. Meagher (USA) 2 min 8 s 41                                                                           | Kornelia Gressler (GDR) 2 min 10 s 66                                             | Birte Weigang (GDR) 2 min 10 s 68                                                                |
| Quatre nages           | |                                                                                   |                                                                                                  |
| 200 m                  | Kristin Otto (GDR) 2 min 15 s 56                                                                             | Elena Dendeberova (URS) 2 min 15 s 84                                             | Kathleen Nord (GDR) 2 min 16 s 05                                                                |
| 400 m                  | Kathleen Nord (GDR) 4 min 43 s 75                                                                            | Michele Griglione (USA) 4 min 44 s 07                                             | Noemi Lung (ROU) 4 min 45 s 44                                                                   |
| Relais                 | |                                                                                   |                                                                                                  |
| 4 × 100 m nage libre   | Allemagne de l'Est Kristin Otto Manuela Stellmach Sabine Schulze Heike Friedrich 3 min 40 s 57 – RM – RC     | États-Unis Jenna Johnson Dara Torres Mary T. Meagher Betsy Mitchell 3 min 44 s 04 | Pays-Bas Conny van Bentum Laura Leideritz Karin Brienesse Annemarie Verstappen 3 min 46 s 89     |
| 4 × 200 m nage libre   | Allemagne de l'Est Manuela Stellmach Astrid Strauss Nadja Bergknecht Heike Friedrich 7 min 59 s 33 – RM – RC | États-Unis Betsy Mitchell Mary T. Meagher Kimberley Brown Mary Wayte 8 min 2 s 12 | Pays-Bas Annemarie Verstappen Jolande van der Meer Marianne Muis Conny van Bentum 8 min 9 s 59   |
| 4 × 100 m quatre nages | Allemagne de l'Est Kathrin Zimmermann Sylvia Gerasch Kornelia Gressler Kristin Otto 4 min 4 s 82             | États-Unis Betsy Mitchell Jennifer Hau Mary T. Meagher Jenna Johnson 4 min 7 s 75 | Pays-Bas Jolanda de Rover Petra van Staveren Conny van Bentum Annemarie Verstappen 4 min 10 s 70 |

### Natation synchronisée
| Épreuves | Or | Argent | Bronze |
| -------- | --- | --- | --- |
| Solo     | Carolyn Waldo (CAN) 200,033 pts. | Sarah Josephson (USA) 194,967 pts.                                                                                                 | Muriel Hermine (FRA) 186,250 pts.                                                                                           |
| Duo      | Canada Michelle Cameron Carolyn Waldo 196,267 pts.                                                                                            | États-Unis Sarah Josephson Karen Josephson 193,401 pts.                                                                            | Japon Megumi Itoh Mikako Kotani 185,467 pts.                                                                                |
| Équipe   | Canada Nathalie Audet Michelle Cameron Sylvie Fréchette Karin Larsen Chantal Laviolette Tracy Meades Missy Morlock Carolyn Waldo 191,200 pts. | États-Unis Kristen Babb Lori Hatch Karen Josephson Sarah Josephson Karen Madsen Susan Reed Lisa Riddell Mary Visniski 180,821 pts. | Japon Hisako Aoishi Emiko Goto Emiko Hirada Megumi Itoh Mikako Kotani Xurika Ohgane Aki Takayama Miyako Tanaka 185,763 pts. |

### Plongeon
| Épreuves        | Or                              | Argent                         | Bronze                          |
| Hommes          | Hommes                          | Hommes                         | Hommes                          |
| --------------- | ------------------------------- | ------------------------------ | ------------------------------- |
| Tremplin à 3 m  | Greg Louganis (USA) 750,06 pts. | Tan Liangde (CHN) 692,28 pts.  | Li Hongping (CHN) 642,06 pts.   |
| Haut vol à 10 m | Greg Louganis (USA) 668,58 pts. | Li Kongzheng (CHN) 624,33 pts. | Bruce Kimball (USA) 599,91 pts. |
| Femmes          |                                 |                                |                                 |
| Tremplin à 3 m  | Gao Min (CHN) 582,90 pts.       | Li Yihua (CHN) 549,42 pts.     | Maria Bobkova (URS) 525,21 pts. |
| Haut vol à 10 m | Lin Chen (CHN) 449,67 pts.      | Lu Wei (CHN) 422,25 pts.       | Wendy Wyland (USA) 412,47 pts.  |

### Water polo
Quinze équipes participent au tournoi masculin tandis que neuf formations s'affrontent dans le tournoi féminin.
| Épreuves | Or | Argent   | Bronze     |
| -------- | --- | -------- | ---------- |
| Hommes   | Yougoslavie Dragan Andrić, Perica Bukic, Veselin Djuho, Milorad Krivokapic, Deni Lusic, Igor Milanovic, Tomislav Paskvalin, Zoran Petrovic, Andrija Popovic, Dubravko Simenc, Aleksander Sostar, Ante Vasovic, Mirko Vicevic | Italie   | URSS       |
| Femmes   | Australie | Pays-Bas | États-Unis |

## Tableau des médailles
| Rang  | Nation               | Or | Argent | Bronze | Total |
| ----- | -------------------- | -- | ------ | ------ | ----- |
| 1     | Allemagne de l'Est   | 14 | 12     | 4      | 30    |
| 2     | États-Unis           | 9  | 10     | 13     | 32    |
| 3     | Canada               | 4  | 2      | 2      | 8     |
| 4     | Allemagne de l'Ouest | 4  | 2      | 1      | 7     |
| 5     | Hongrie              | 3  | 0      | 0      | 3     |
| 6     | Chine                | 2  | 4      | 1      | 7     |
| 7     | Union soviétique     | 2  | 3      | 7      | 12    |
| 8     | Roumanie             | 1  | 0      | 1      | 2     |
| 9     | Australie            | 1  | 0      | 0      | 1     |
| 9     | Yougoslavie          | 1  | 0      | 0      | 1     |
| 11    | Italie               | 0  | 3      | 0      | 3     |
| 12    | Pays-Bas             | 0  | 1      | 4      | 5     |
| 13    | Bulgarie             | 0  | 1      | 1      | 2     |
| 13    | France               | 0  | 1      | 1      | 2     |
| 13    | Suisse               | 0  | 1      | 1      | 2     |
| 16    | Nouvelle-Zélande     | 0  | 1      | 0      | 1     |
| 17    | Royaume-Uni          | 0  | 0      | 2      | 2     |
| 17    | Japon                | 0  | 0      | 2      | 2     |
| 19    | Danemark             | 0  | 0      | 1      | 1     |
| Total | Total                | 41 | 41     | 41     | 123   |

## Sources
- [PDF] (en + fr) Podiums masculins et féminins de la natation sportive, documents de la Fédération internationale de natation (FINA).
- [PDF] (en + fr) Podiums de la natation synchronisée, document de la FINA.
- [PDF] (en + fr) Podiums du plongeon, document de la FINA.
- [PDF] (en + fr) Podiums masculin et féminin du water polo, document de la FINA